# Pertsevita-(OH)
La pertsevita-(OH) és un mineral de la classe dels borats. Rep el seu nom de Nikolai Nikolayevich Pertsev (1930-) pel seu treball en els minerals borats, més el sufix -(OH) en ser una espècie amb el grup hidroxil dominant.

## Característiques
La pertsevita-(OH) és un borat de fórmula química Mg₂(BO₃)(OH). Va ser aprovada com a espècie vàlida per l'Associació Mineralògica Internacional l'any 2009. Cristal·litza en el sistema ortoròmbic. Es troba en forma de grans fracturats de fins a 1 mil·límetre de mida.
Segons la classificació de Nickel-Strunz, la pertsevita-(OH) pertany a «06.AB: borats amb anions addicionals; 1(D) + OH, etc.» juntament amb els següents minerals: hambergita, berborita, jeremejevita, warwickita, yuanfuliïta, karlita, azoproïta, bonaccordita, fredrikssonita, ludwigita, vonsenita, pinakiolita, blatterita, chestermanita, ortopinakiolita, takeuchiïta, hulsita, magnesiohulsita, aluminomagnesiohulsita, fluoborita, hidroxilborita, shabynita, wightmanita, gaudefroyita, sakhaïta, harkerita, pertsevita-(F), jacquesdietrichita i painita.

## Formació i jaciments
Es troba en skarn de magnesi de ludwigita-kotoïta. Va ser descoberta al jaciment de bor de Snezhnoe, al rierol Izvestkovyi, a la conca del riu Dogdo, a Sakhà (Rússia), on sol trobar-se associada a altres minerals com: szaibelyita, esfalerita, sakhaïta, ludwigita, kotoïta, hidroxilclinohumita, goethita, forsterita, clinohumita, condrodita, calcita i azoproïta. Només ha estat descrita a un altre indret, també a Rússia, al dipòsit de Gonochan, al krai de Khabàrovsk.